# 趙世清
趙世清（—1083年），北宋宗室，燕王赵德昭曾孙，祖冀王赵惟吉，楚国公赵守巽第一子。累官茂州防御使，袭封越国公，进会稽郡王，至保信军留后。元丰六年冬十月薨，赠安化军节度使、开府仪同三司、追封虢王，谥恭安。